# Helichrysum somalense
Helichrysum somalense là một loài thực vật có hoa trong họ Cúc. Loài này được Baker f. mô tả khoa học đầu tiên năm 1899.